# Pseudolycopodiella meridionalis
Pseudolycopodiella meridionalis är en lummerväxtart som först beskrevs av Underw. och Lloyd, och fick sitt nu gällande namn av Josef Holub. Pseudolycopodiella meridionalis ingår i släktet Pseudolycopodiella och familjen lummerväxter. Inga underarter finns listade i Catalogue of Life.